# La Grande-Résie

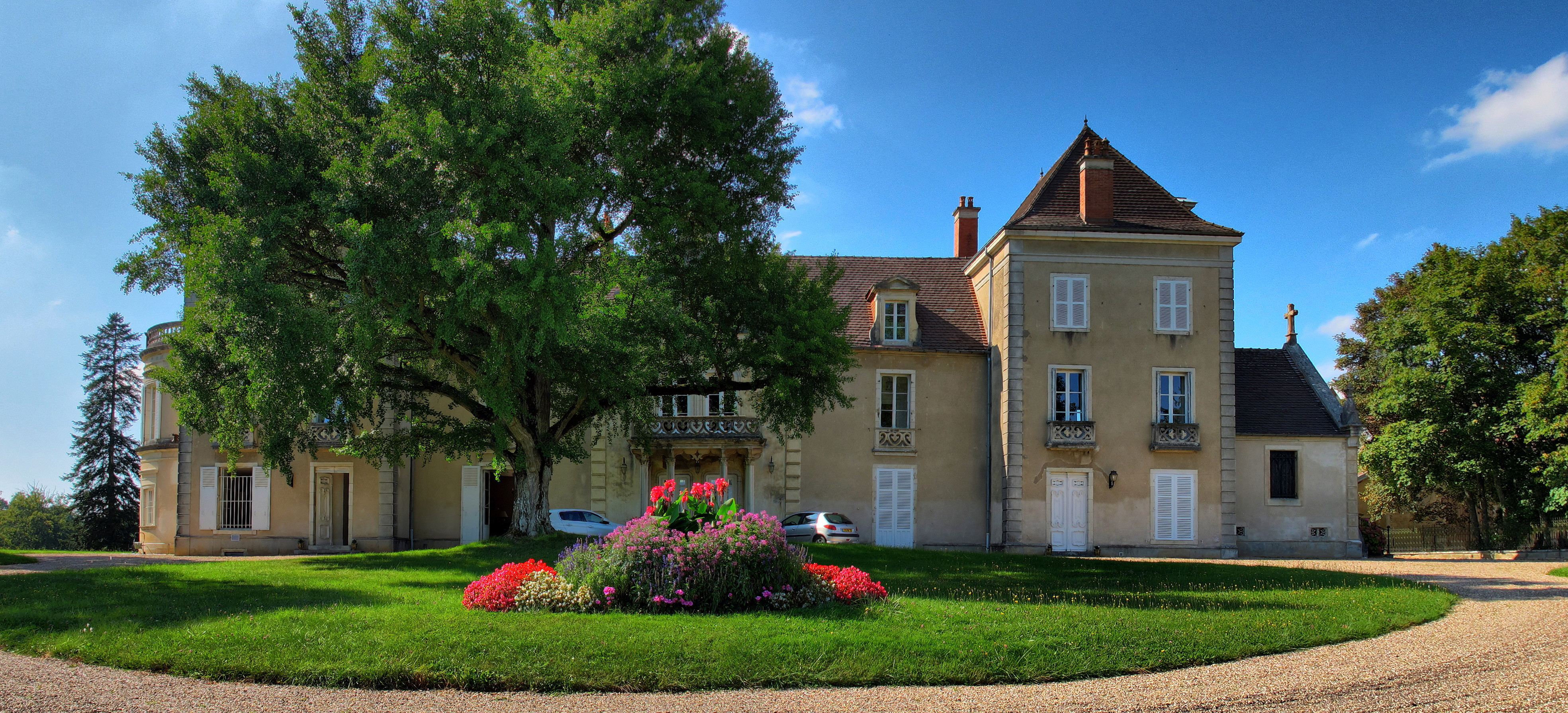
Das Schloss La Grande-Résie

La Grande-Résie ist eine Gemeinde im französischen Département Haute-Saône in der Region Bourgogne-Franche-Comté.

## Geographie
La Grande-Résie liegt auf einer Höhe von 200 m über dem Meeresspiegel, sieben Kilometer nördlich von Pesmes und etwa 37 Kilometer westnordwestlich der Stadt Besançon (Luftlinie). Das Dorf erstreckt sich im Süden des Départements, östlich der Saôneebene zwischen den ausgedehnten Wäldern Gros Bois und Bois Dame in der Niederung des Baches Rèsie, der im Gegensatz zur Gemeindebezeichnung offiziell mit einem anderen Akzent geschrieben wird.
Die Fläche des 4,76 km² großen Gemeindegebiets umfasst einen Abschnitt der leicht gewellten Landschaft zwischen den Talebenen von Ognon im Süden und Saône im Norden. Von Nordosten nach Südwesten wird das Gebiet wird von der Talniederung der Rèsie durchquert, die für die Entwässerung zum Ognon sorgt. Flankiert wird die Talniederung auf beiden Seiten von einem Plateau, das durchschnittlich auf 215 m liegt. Es ist aus tertiären Sedimenten aufgebaut und wird teils landwirtschaftlich genutzt, teils ist es waldbedeckt. Nach Süden erstreckt sich das Gemeindeareal bis in den Gros Bois. Mit 222 m wird hier die höchste Erhebung von La Grande-Résie erreicht. Im Norden hat die Gemeinde Anteil an der Waldung des Bois Dame.
Nachbargemeinden von La Grande-Résie sind Vadans im Norden, Chevigney im Osten sowie Broye-Aubigney-Montseugny im Westen.

## Geschichte
Im Mittelalter gehörte La Grande-Résie zur Freigrafschaft Burgund und darin zum Gebiet des Bailliage d’Amont. Die Existenz der lokalen Adelsfamilie Résie ist seit dem 12. Jahrhundert belegt. Zusammen mit der Franche-Comté gelangte das Dorf mit dem Frieden von Nimwegen 1678 definitiv an Frankreich. Heute ist La Grande-Résie Mitglied des 18 Ortschaften umfassenden Gemeindeverbandes Communauté de communes du Val de Pesmes.

## Sehenswürdigkeiten
Die Kapelle von La Grande-Résie wurde 1896 im Stil der Neurenaissance erbaut. Nördlich der Résie steht das Schloss, das im 18. und 19. Jahrhundert im Stil der Neugotik errichtet wurde. Das Hauptgebäude wird von zwei Türmen flankiert und besitzt seit dem 19. Jahrhundert eine Schlosskapelle.

## Bevölkerung
| Jahr                       | 1962 | 1968 | 1975 | 1982 | 1990 | 1999 |
| Einwohner                  | 105  | 93   | 85   | 87   | 92   | 90   |
| Quellen: Cassini und INSEE |      |      |      |      |      |      |

Mit 90 Einwohnern (1999) gehört La Grande-Résie zu den kleinsten Gemeinden des Département Haute-Saône. Nachdem die Einwohnerzahl in der ersten Hälfte des 20. Jahrhunderts deutlich abgenommen hatte (1896 wurden noch 166 Personen gezählt), wurden seit Beginn der 1970er Jahre nur noch geringe Schwankungen verzeichnet.

## Wirtschaft und Infrastruktur
La Grande-Résie war bis weit ins 20. Jahrhundert hinein ein vorwiegend durch die Landwirtschaft (Ackerbau, Obstbau und Viehzucht) und die Forstwirtschaft geprägtes Dorf. Außerhalb des primären Sektors gibt es nur wenige Arbeitsplätze im Dorf. Einige Erwerbstätige sind auch Wegpendler, die in den größeren Ortschaften der Umgebung ihrer Arbeit nachgehen.
Die Ortschaft ist verkehrstechnisch gut erschlossen. Sie liegt an der Hauptstraße D475, die von Dole via Pesmes nach Gray führt. Weitere Straßenverbindungen bestehen mit Aubigney, Vadans und Chevigney.